# Monte Pizzo
Il monte Pizzo è una montagna dell'alto Appennino bolognese sulle cui pendici settentrionali, caratterizzate da uno strapiombo chiamato Albare, è ubicato l'abitato di Lizzano in Belvedere.
Il monte Pizzo è incluso nella valle del torrente Silla e di un affluente del suo affluente rio Sasso, il rio delle Polle, che scende dal massiccio del limitrofo Monte Grande. Attraverso una strada che sale da Vidiciàtico, una frazione del comune di Lizzano in Belvedere, è possibile raggiungere la vetta del monte Pizzo (1194 m) e le due vette vicine denominate Le Tese (1231 m), che è separata dal monte Grande dal passo Bocca della Tesa (1173 m). Sebbene il monte Pizzo sia meno elevato rispetto alle cime Le Tese, è tuttavia la più importante, in quanto da esso è possibile godere di una vista completa della valle del Silla: questo fatto è testimoniato pure dalla presenza di una seggiovia monoposto che parte dall'abitato di Lizzano in Belvedere e raggiunge la vetta del monte Pizzo, salendo più di 500 metri. Attualmente l'impianto è ancora integro, ma è fermo dal 2000.